# Tasmanentulus intermedius
Tasmanentulus intermedius – gatunek pierwogonka z rzędu Acerentomata i rodziny Acerentomidae.

## Taksonomia
Gatunek ten opisany został w 1986 roku przez Sørena Ludviga Tuxena w 9 tomie Fauna of New Zealnd. Nazwa gatunkowa nawiązuje do pozycji systematycznej tego gatunku pomiędzy gatunkami Tasamanentulus tasmanicus i T. similis. 

## Opis
Długość wyciągniętego ciała 1100 μm (1,1 mm). Długość przedniej stopy mierzonej bez pazurka 105 μm. Głaszczki szczękowe z pęczkiem i dwoma długimi, spiczastymi sensillae na przedostatnim segmencie. Głaszczki wargowe zredukowane z 4 szczecinkami i kiełbaskokształtną sensilla.  Przewód gruczołów szczękowych różnej długości i o różnym kształcie kielicha (calyx). Pseudooczka szersze niż długie. Na przednich stopach komplet sensillae, z których prawie wszystkie bardzo długie. Pierwsza para odnóży odwłokowych z pęcherzykiem końcowym i 4 szczecinkami, a druga i trzecia z 2 szczecinkami: długą przedwierzchołkową i dość długą boczno-wierzchołkową. Rowkowana przepaska zredukowana, lecz tergum z wyraźnym haczykowatym wzorem. Grzebień VIII segmentu odwłoka z 7-9 dość dużymi ząbkami. Łuska genitalna (squama genitalis) samic z krótkim ramieniem podstawowym, szerokimi i spiczasto zakończonymi acrostyli, wyposażonymi w ząbek taki jak u Amphientulus. Pomiędzy acrostyli obecna podwójna pailla.
|         | I                                | II, III                          | IV, V                            | VI                               | VII                              | VIII                             | IX                 | X                  | XI                | telson            |
| ------- | -------------------------------- | -------------------------------- | -------------------------------- | -------------------------------- | -------------------------------- | -------------------------------- | ------------------ | ------------------ | ----------------- | ----------------- |
| terga:  | {\displaystyle {\tfrac {6}{12}}} | {\displaystyle {\tfrac {6}{16}}} | {\displaystyle {\tfrac {6}{16}}} | {\displaystyle {\tfrac {8}{16}}} | {\displaystyle {\tfrac {7}{16}}} | {\displaystyle {\tfrac {6}{16}}} | {\displaystyle 14} | {\displaystyle 12} | {\displaystyle 6} | {\displaystyle 9} |
| sterna: | {\displaystyle {\tfrac {3}{4}}}  | {\displaystyle {\tfrac {3}{5}}}  | {\displaystyle {\tfrac {3}{8}}}  | {\displaystyle {\tfrac {3}{8}}}  | {\displaystyle {\tfrac {3}{8}}}  | {\displaystyle {\tfrac {4}{2}}}  | {\displaystyle 4}  | {\displaystyle 4}  | {\displaystyle 6} | {\displaystyle 6} |

## Występowanie
Gatunek ten jest endemitem Nowej Zelandii.